# Кёниг, Маттиас
Маттиас Кёниг (нем. Matthias König, 3.11.1959 г., Дортмунд, Германия) — католический вспомогательный епископ архиепархии Падерборна, титулярный епископ епархии Эликроки.

## Биография
После окончания средней школы Маттиас Кёниг обучался философии и теологии в Падерборне и Фрайбурге в Брайсгау. 25 мая 1985 году он был рукоположён в священника архиепископом Йоахимом Йоханнесом Дегенхардтом, после чего служил викарием и настоятелем в различных германских католических приходах.
14 октября 2004 года Римский папа Иоанн Павел II назначил Маттиаса Кёнига титулярным епископом епархии Эликроки и вспомогательным епископом архиепархии Падерборна. 5 декабря 2004 года состоялось рукоположение в епископа в соборе Падерборна. Рукоположение совершил ординарий архиепархии Падерборна Ханс-Йозеф Беккер.